# Cratere Coblentz (Luna)
Coblentz  è il nome di un cratere lunare da impatto intitolato all'astronomo statunitense William Weber Coblentz, situato nell'emisfero lunare più distante dalla Terra (faccia nascosta), a sud del cratere Bolyai, molto più grande. Questo cratere conserva un bordo circolare che è stato fortemente eroso da minuscoli impatti successivi, in particolare nella zona meridionale, dove è irregolare ed ha diverse interruzioni. Il pianoro interno, a parte alcuni piccoli impatti, è privo di caratteristiche.
Dal bordo nord-ovest si estende una rima ad arco che raggiunge il bordo meridionale di Bolyai. A sud ed a sud-ovest vi sono numerose zone scure, per la minore albedo.